# Wigtown
Wigtown és una localitat situada en el Consell de Dumfries and Galloway, a Escòcia (Regne Unit), amb una població el 30 de juny de 2018 de 890 habitants.
Està ubicada al sud-oest d'Escòcia, prop de la costa del fiord de Solway, del mar d'Irlanda i d'Anglaterra.
Des de l'any 1997 Wigtown és una vila del llibre.

## Galeria

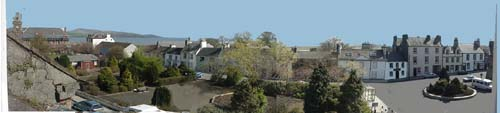
The Square prèvia la renovació l'any 2002.
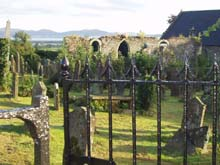
Ruïnes de l'església St Machute, Wigtown.
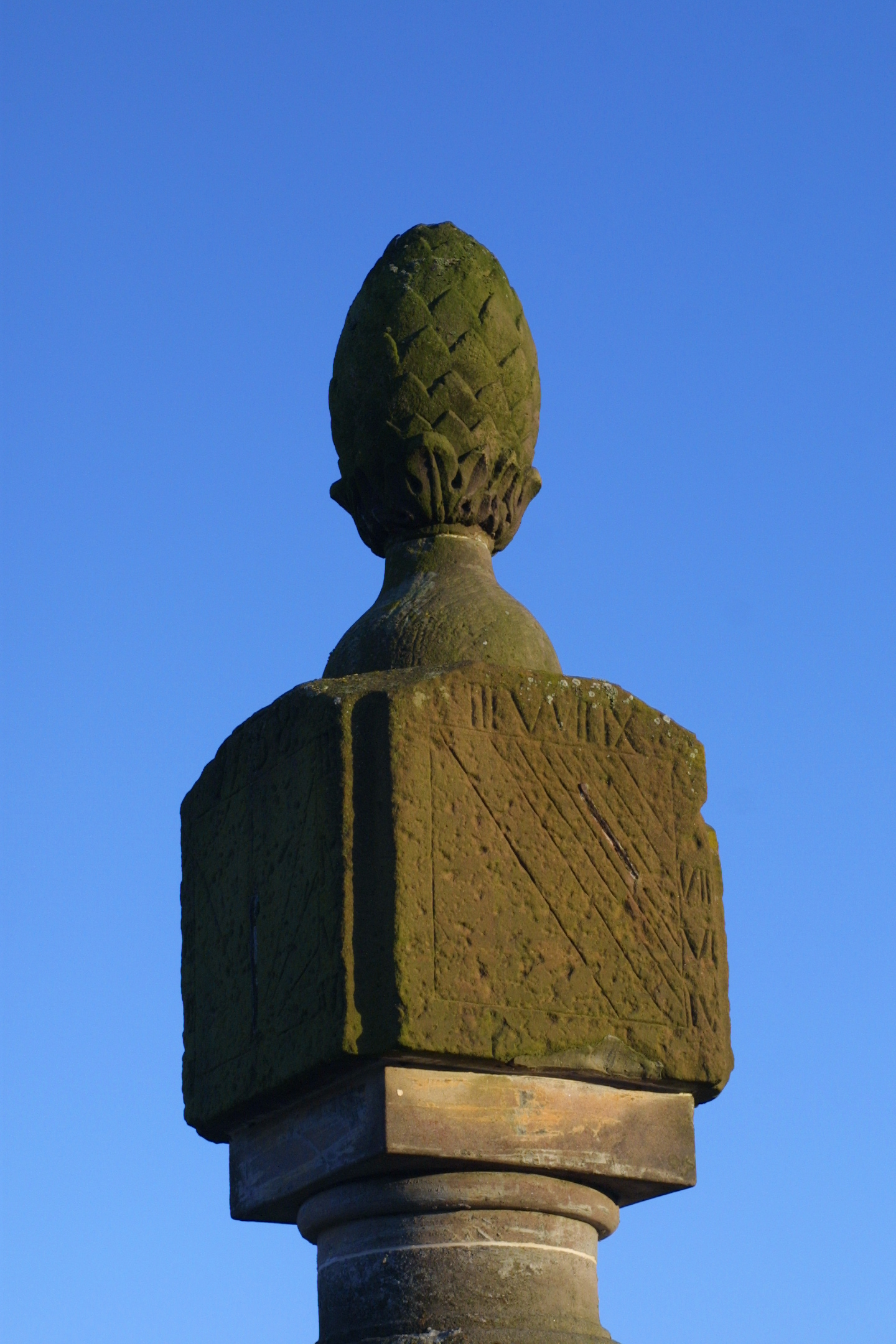
El Mercat Cross original.
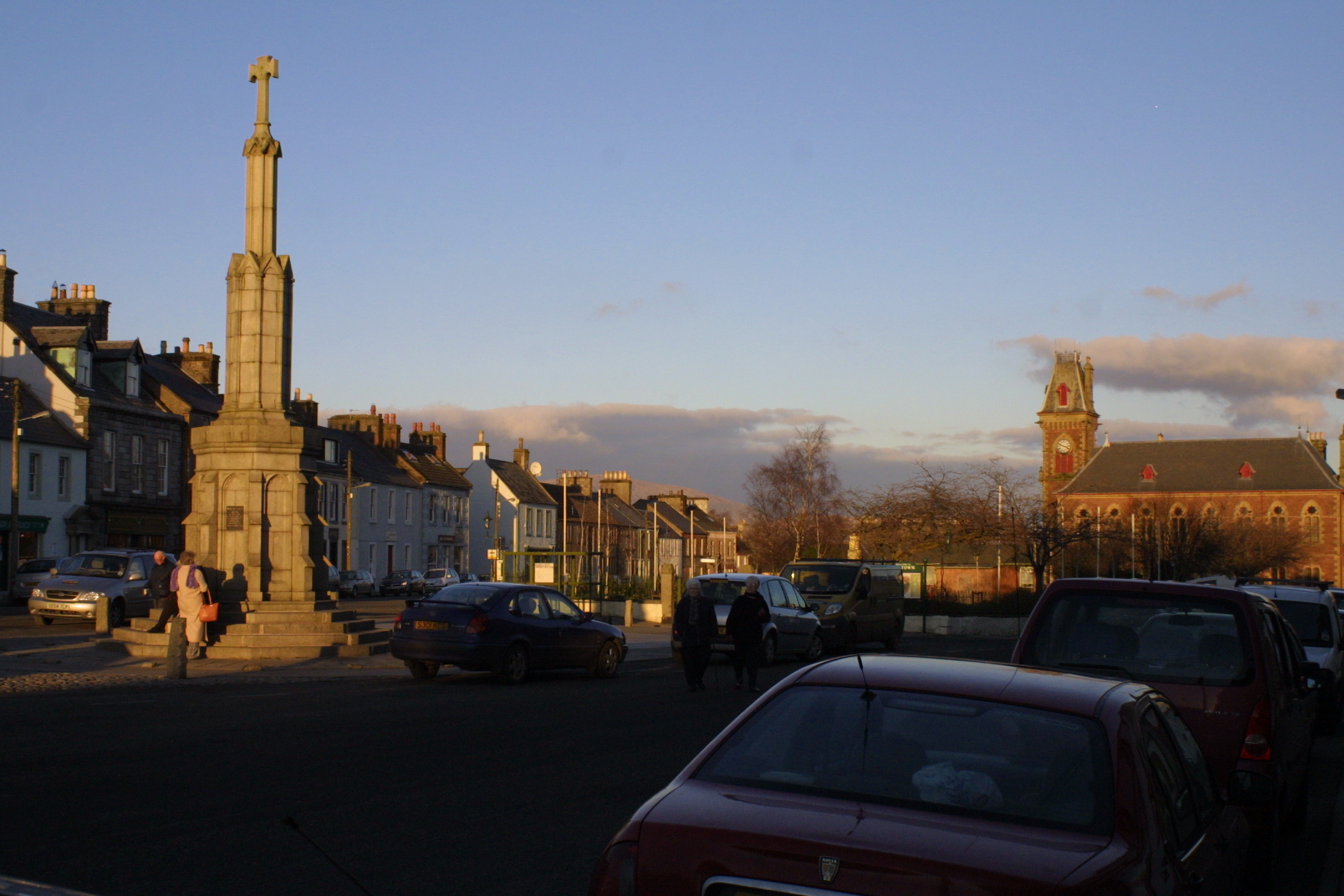
El Mercat Cross del 1816.
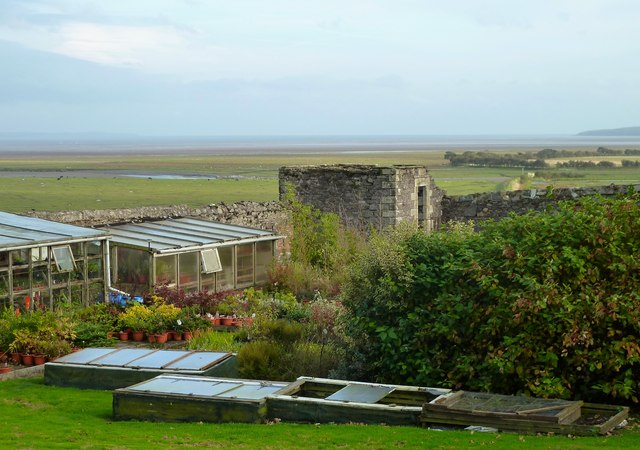
Muralla de la ciutat de Wigtown, Bank Street, des del fossat.
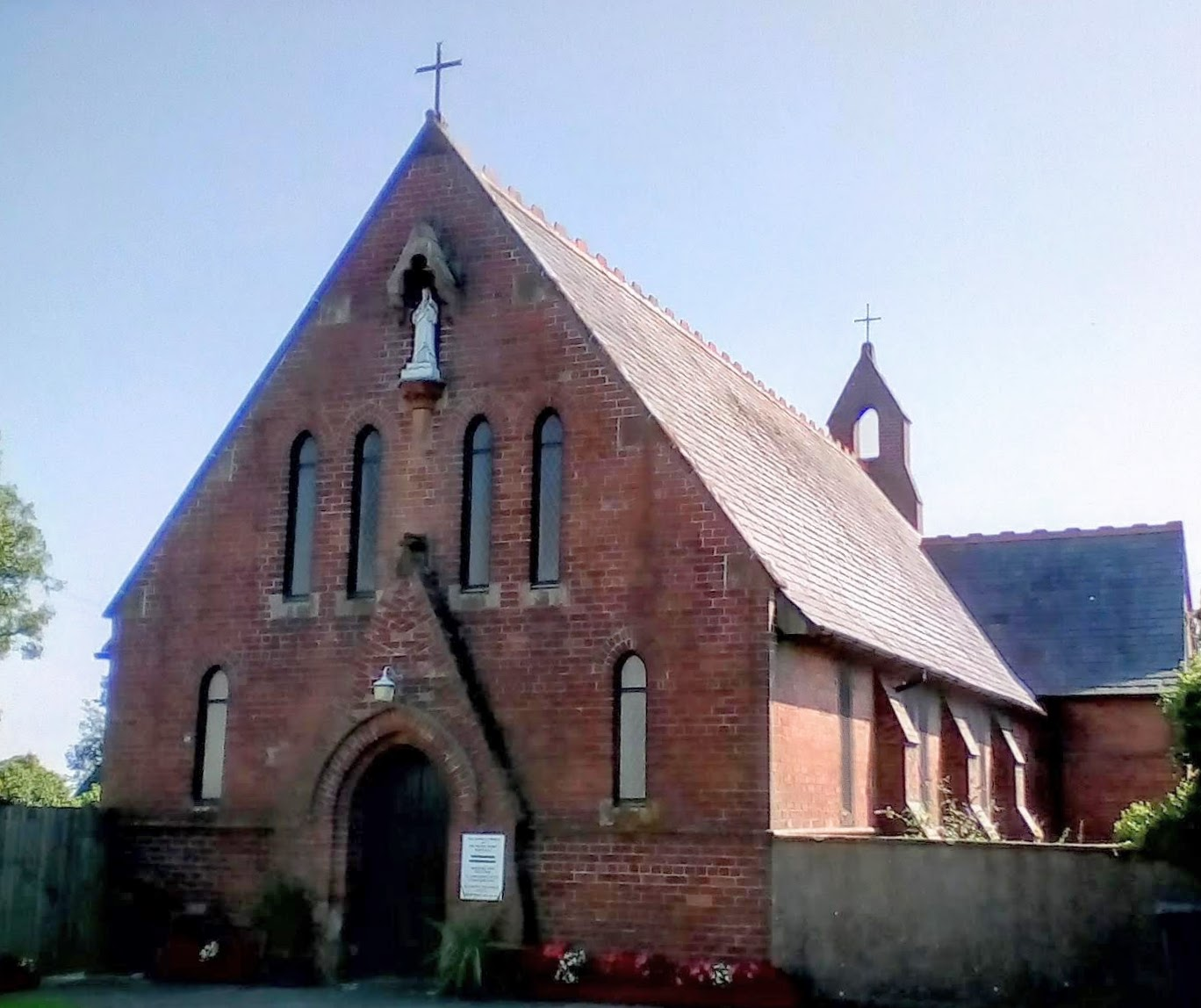
Església del Sagrat Cor, 1879.